# لحم بقري مشوي

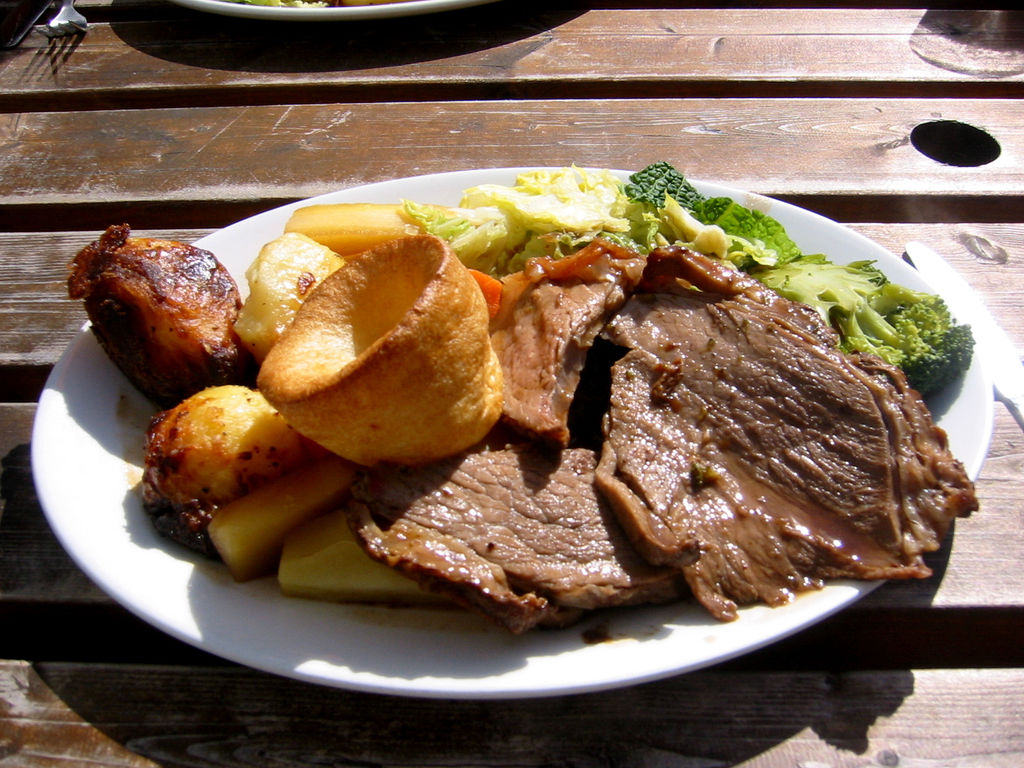
طبق لحم مشوي ليوم الأحد يتكون من لحم بقري مشوي، بطاطا وخضراوات مشوية وبودينج يوركشاير

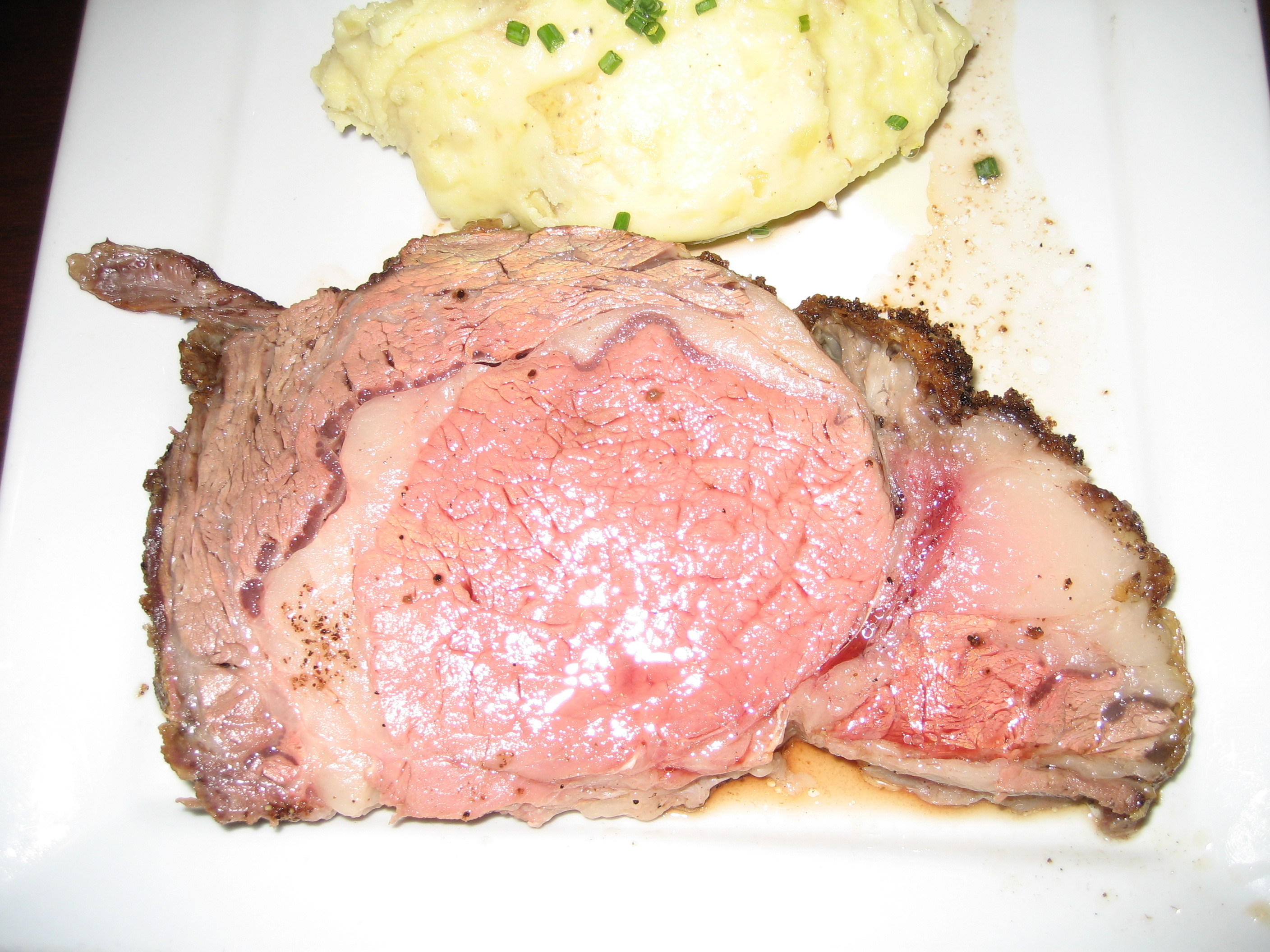
يفضّل البعض تقديم اللحم المشوي متوسط الاستواء"

لحم البقر المشوي، هو طبق (طعام) من لحم البقر المحمّر في الفرن. يعدّ هذا الطبق كوجبة رئيسية، ويستخدم اللحم المتبقي بعد الطعام في إعداد الشطائر. في المملكة المتحدة والولايات المتحدة وكندا وجزيرة أيرلندا ونيوزيلندا وأستراليا، يقدّم لحم البقر المشوي في عشاء الأحد كموروث تقليدي، على الرغم من أنه يقدّم أيضاً كساندويتشات لانشون في المتاجر. كما يقدم بودينج يوركشاير كطبق جانبي معه.
لحم البقر المشوي هو الطبق الوطني في إنجلترا ويحمل معانٍ ثقافية تعود إلى أغنية من عام 1731. يكاد هذا الطبق أن يكون رديفاً لإنجلترا وطرق الطهو فيها من القرن الثامن عشر. أما بالفرنسية فيعرف باسم "les Rosbifs" .

## الطبخ
يفضّل البعض اللحم البقري المشوي بلون وردي أو مطهو طهواً خفيفاً، وهذا يعني أن منتصف القطعة يكون مطهواً حتى يصبح لونه ضارباً إلى الحمرة. بينما يفضّل البعض الآخر أن يكون الطهو متوسطاً (نصف استواء)

## شطيرة لحم البقر المشوي
تتكون الشطيرة عادة من خبر ولحم بقري مشوي بارد (من بقايا اللحم المقدم كطبق رئيسي) وماسترد وخس وطماطم، وقد تستخدم الجبنة وفجل الخيل الريفي أيضاً، والفلفل الحار، وأحياناً يوضع البصل.